# Norwood (Kolorado)
Norwood – miasto w Stanach Zjednoczonych, w stanie Kolorado, w hrabstwie San Miguel.